# Litz (Oise)
 Litz  es una población y comuna francesa, en la región de Picardía, departamento de Oise, en el distrito de Clermont y cantón de Clermont.

## Demografía
| 269 | 260 | 272 | 323 | 320 | 325 |
| Para los censos de 1962 a 1999 la población legal corresponde a la población sin duplicidades (Fuente: INSEE [Consultar]) |     |     |     |     |     |